# Iñigo Cabo
Alberto Iñigo Cabo Maguregui (Bilbao, Vizcaya, 4 de abril de 1970), conocido como Iñigo Cabo, es un artista plástico e investigador artístico español.

## Biografía
Nació y creció en Bilbao en una familia de siete hijos, siendo el menor de los siete.
Se licenció en Pintura y Audiovisuales en la Universidad del País Vasco en 1995 y después se licenció en Escultura en la Universidad de las Artes de Berlín, de Berlín, donde obtuvo un Máster en multimedia bajo la dirección de Rebecca Horn. En 2017 obtuvo el Doctorado en Bellas Artes, Premio Extraordinario de Doctorado por la Universidad del País Vasco con una tesis sobre la «discontinuidad artística y lo sin-sentido».
Actualmente es un reconocido artista contemporáneo español que ha expuesto en museos, centros y galerías de arte internacionales en España, Francia, Alemania, Italia, Holanda, Dinamarca, República Checa, Ecuador, Cuba y Estados Unidos.
Además, ha impartido docencia en la University College de Londres, Universidad de Denison, Universidad de la Sorbona, South Florida University, Facultad de Filosofía National Research University Higher School Of Economics (Moscú, Rusia), y en la Universidad del País Vasco.

## Vida personal
Es hermano de la sindicalista vasca Loreto Cabo, portavoz del sindicato LAB. Es el tío del directivo deportivo y político Ibon Cabo, presidente del Comité Vasco de Fútbol Sala de la Federación Vasca de Fútbol. También es tío del historiador Borja Cabo y tío político de la economista y política Leire Pinedo.